# Zasłonak pękaty
Zasłonak pękaty (Cortinarius turgidus Fr.) – gatunek grzybów należący do rodziny zasłonakowatych (Cortinariaceae).

## Systematyka i nazewnictwo
Pozycja w klasyfikacji według Index Fungorum: Cortinarius, Cortinariaceae, Agaricales, Agaricomycetidae, Agaricomycetes, Agaricomycotina, Basidiomycota, Fungi.
Po raz pierwszy opisał go w 1838 r. Elias Fries. W 1755 r. podano lektotyp, w 2020 r. epityp. Ma 9 synonimów. Niektóre z nich:
- Cortinarius albolilascens Rob. Henry 1988
- Cortinarius cuteclarus Rob. Henry ex Bidaud, Moënne-Locc. & Reumaux 2008
- Cortinarius isabellae Rob. Henry 1981
- Cortinarius productus Chevassut & Rob. Henry 1988

Polską nazwę nadał Andrzej Nespiak w 1975 r.

## Morfologia
Kapelusz
Średnica 3–7 cm, u młodych okazów wypukły z podgiętym brzegiem, później stopniowo rozpościerający się, na koniec płaski z tępym, szerokim garbkiem i prostym, ostry brzegiem. Powierzchnia w stanie wilgotnym jasnopłowa, na środku kapelusza jasnoochrowobrązowa, w stanie suchym ochrowa. Pokryta jest przylegającymi, białymi, włókienkowatymi resztkami osłony
Blaszki
Wąsko przyrośnięte, o średniej gęstości, początkowo jasnopłowe, potem od zarodników stają się płowobrązowe. Krawędzie tej samej barwy.
Trzon
Wysokość 6–9 cm, grubość 1–1,2 cm, wrzecionowaty z korzeniastą, długą podstawą. Zasnówka biała. Pod działaniem NaOH miąższ zmienia barwę na brązową.
Miąższ grzyba
Jędrny, w świeżych okazach jasnobrązowy o słabym zapachu, w eksykatach jasnoszarobrązowy.
Cechy mikroskopowe
Zarodniki 9–10 × 5–6,5 μm, elipsoidalne, brązowe, drobno brodawkowane, średnio dekstrynoidalne. Brak cheilocystyd.

## Występowanie i siedlisko
Podano stanowiska głównie w Europie, poza nią pojedyncze w Ameryce Północnej. W Polsce do 2003 r. jedyne stanowisko podał A. Nespiak w 1975 r., ale bez podania lokalizacji. Pewne stanowiska tego gatunku po raz pierwszy podał Tomasz Ślusarczyk w 2013 r. w Kampinoskim Parku Narodowym, w późniejszych latach podano następne. W internetowym atlasie grzybów znajduje się na liście gatunków zagrożonych i wartych objęcia ochroną.
Naziemny grzyb mykoryzowy występujący na kwaśnym podłożu w świeżych lub wilgotnych borach świerkowych i sosnowych